# The Quietus
The Quietus es una revista en línea británica de música y cultura pop fundada por John Doran y Luke Turner. Anteriormente funcionaba como una publicación editorialmente independiente dirigida por Doran con un grupo de periodistas y críticos.  

## Contenido
The Quietus presenta principalmente contenido sobre música y cine, así como entrevistas a una amplia gama de notables artistas y músicos. La revista también incluye ocasionalmente artículos sobre literatura, novelas gráficas, arquitectura y series de televisión. La página web es editada por John Doran, quien afirma que está dirigida "al fanático musical inteligente entre los 21 y los 73 años". Su lista de personal incluye ex-escritores de publicaciones como Melody Maker, Select, NME y Q, incluyendo al periodista David Stubbs, el DJ de la BBC Radio 1 Steve Lamacq, el profesor Simon Frith, entre otros.
Entre sus columnas más conocidas se encuentra "Baker's Dozen", en la que los artistas seleccionan trece álbumes favoritos personales. El contenido de las entrevistas del sitio ha sido utilizado por otros medios de comunicación nacionales e internacionales. Las noticias del sitio han sido citadas por publicaciones desde Rusia hasta Brasil e Indonesia. The Quietus también organiza conciertos de artistas independientes.